# 빌 하스

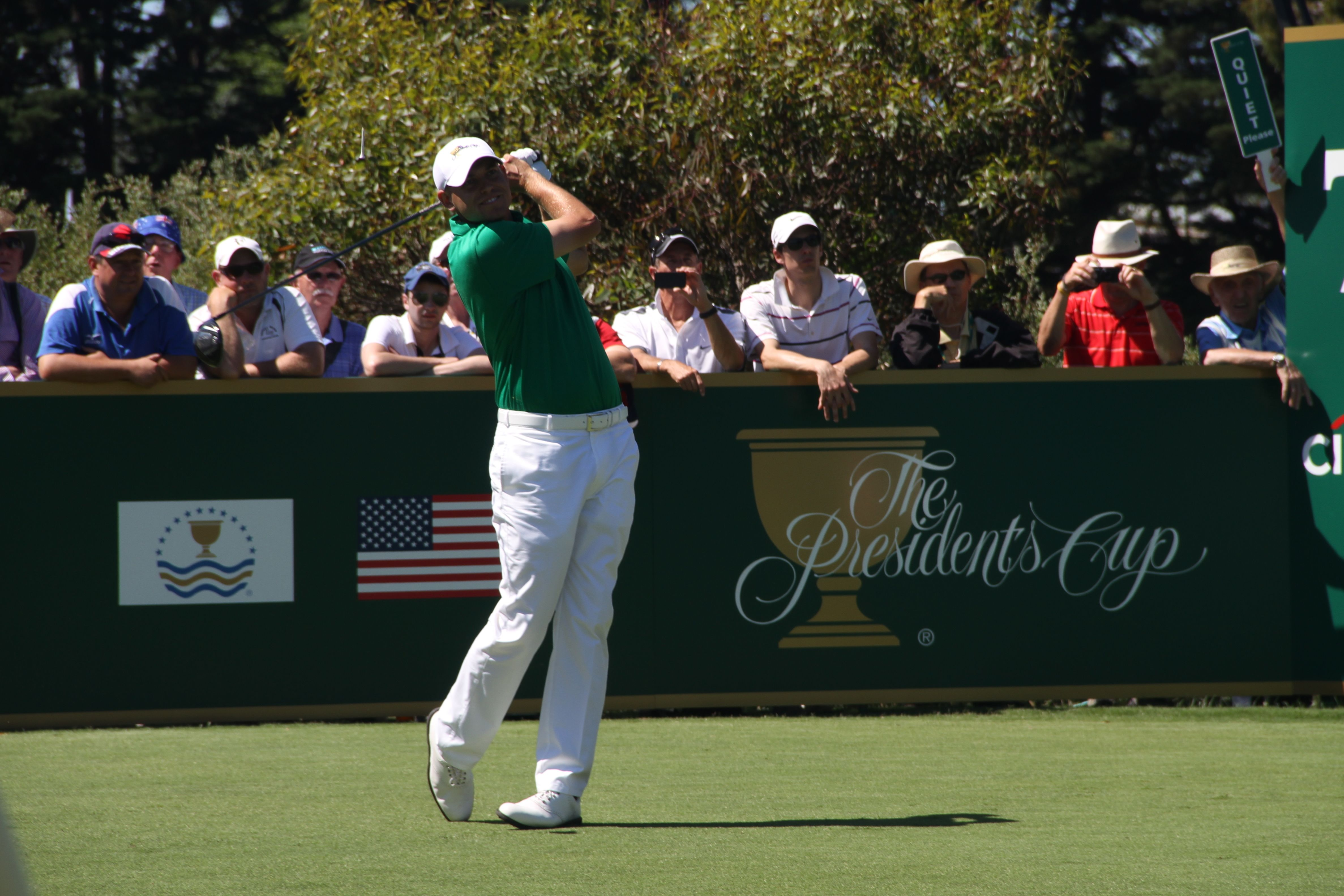

윌리엄 할런 "빌" 하스(영어: William Harlan "Bill" Haas, 1982년 5월 24일 ~ )은 미국의 프로 골프 선수이다. 80~90년대의 골프 선수 제이 하스의 아들이다.